# Odiellus aspersus
Espèce
Synonymes
- Lacinius aspersus Karsch, 1881
- Nelima melanodorsum Roewer, 1911
- Mitopus striatipes Roewer, 1957

Odiellus aspersus est une espèce d'opilions eupnois de la famille des Phalangiidae.

## Répartition
Cette espèce se rencontre au Japon et en Russie aux îles Kouriles et à Sakhaline.

## Description
Le syntype mesure 5,8 mm.

## Systématique et taxinomie
Cette espèce a été décrite sous le protonyme Lacinius aspersus par Karsch en 1881. Elle est placée dans le genre Oligolophus par Roewer en 1912 puis dans le genre Odiellus par Staręga en 1978.
Nelima melanodorsum et Mitopus striatipes ont été placées en synonymie par Suzuki et Tsurusaki en 1983.

## Publication originale
- Karsch, 1881 : « Diagnoses Arachnoidarum Japoniae. » Berliner entomologische Zeitschrift, vol. 25, no 1/2, p. 35–40 (texte intégral).